# Halhatatlanok Társulata
A Halhatatlanok Társulatát a Magyar Televízió egykori kulturális műsorszerkesztősége, a Stúdió című kulturális hetilap alkotói, Érdi Sándor és Szegvári Katalin hozták létre 1996-ban, egy portrésorozat ötlete nyomán. A társulat Örökös Tagjait a nagyközönség választja meg azon előadóművészek közül, akikről úgy vélekedik, hogy tehetségükkel, a nemes célok melletti kiállásukkal, valamint a rendelkezésükre álló eszközökkel sokat tettek a kultúráért, a művészetért és a társadalomért.
A Halhatatlanok Társulata Örökös Tagja elismerésben részesülő művészekkel sétáló cipőtalp-lenyomat készül, amelyet Budapesten, a Nagymező utca Operettszínház előtti kiszélesített, parkosított, utcabútorokkal berendezett részén, a Halhatatlanok sétányán helyeznek el.
Mivel a nagyközönség értékítéletét tükrözi, az Örökös Tagság elnyerése még a sikerhez legjobban hozzászokott művészek számára is nagy megtiszteltetésnek számít.

## Története
1996-ban és 1997-ben a közönség tíz színpadi művésznek ítélte oda a díjat három kategóriában. 1998-tól neves művészekből és közéleti személyiségekből álló kuratórium négy kategóriában (színésznő, színész, operaénekes, táncművész) jelölt ki négy-négy művészt, akiknek a neve felkerült a szavazólapra, amelyet országos, illetve regionális napi- és hetilapok több alkalommal közölnek. A nézők szavazatai alapján kategóriánként két-két művésszel bővült a Halhatatlanok Társulata. Ők lettek a legújabb Örökös Tagok.
Az új tagok sétáló cipőtalp-lenyomatát eredetileg a Magyar Televízió nyilvánossága előtt rögzítették. Az elkészült lenyomatokat a burkolathoz illeszkedő, időtálló nemes gránitból formázták. 2008-ban ezeket a lenyomatokat egy tartósabb, fém öntvényre cserélték, s azóta az újakat is abból készítik el. A Nagymező utca 15~19 szám előtti, térbútorokkal berendezett, széles járdaszakaszt, amelyet akkor már 84 lenyomat díszített, 2008. szeptember 21-én, a magyar dráma napján ünnepélyes keretek között Halhatatlanok sétányára keresztelték.
A közönség megszavaztatása, ezáltal a díjak odaítélése – pénzforrás, illetve az állami televízió támogatásának hiányában – 1999 és 2003, valamint 2010 és 2013 között szünetelt. 2013-ban a Klubrádió vállalta, hogy – folytatva a korábbi hagyományt – teret ad a szavazásnak és a díjátadónak, továbbá elkészíti a nyertesek hangos portréit. A rádió támogatásával két évfolyam (2013, 2015) készült el, majd ismét szünet következett.
Öt év kihagyás után, 2020-ban az ATV keltette újra életre és vállalta a szavazás lebonyolítását, a gálaműsort, valamint a hagyományos cipőtalp-lenyomatok elkészítését és kihelyezését, valamint a nyertesek portréjának egy stúdióbeszélgetés keretében történő elkészítését. Első lépésként a Halhatatlanok Társulata Kuratóriumának tagjai Szinetár Miklós vezetésével ülnek össze a televízió székházában, hogy a négy kategóriában négy-négy, összesen tizenhat művészt jelöljenek, akik közül a közönség SMS-ben, illetve 2023-tól – további lehetőségként – online felületen szavazhatja meg kategóriánként a két-két Örökös Tagot. A Halhatatlanok Társulata Örökös Tagjaival az ATV stúdiójában készített beszélgetések anyagát a műsorvezető, Rónai Egon, könyvben is megjelentette.

## Örökös Tagok
| Év           | Színésznő            | Színész             | Operaénekes         | Táncművész           | Megj.    |
| ------------ | -------------------- | ------------------- | ------------------- | -------------------- | -------- |
|              |                      |                     |                     |                      |          |
| 1990-es évek |                      |                     |                     |                      |          |
| 1996         | Psota Irén           | Benkő Gyula         | Melis György        | n.a.                 | [ * 1 ]  |
| 1996         | Tábori Nóra          | Darvas Iván         | Simándy József      | n.a.                 | [ * 1 ]  |
| 1996         | Tolnay Klári         | Gábor Miklós        | Tokody Ilona        | n.a.                 | [ * 1 ]  |
| 1996         | N/A                  | Kállai Ferenc       | N/A                 | n.a.                 | [ * 1 ]  |
| 1997         | Almási Éva           | Bessenyei Ferenc    | Gregor József       | n.a.                 | [ * 2 ]  |
| 1997         | Lukács Margit        | Haumann Péter       | Kincses Veronika    | n.a.                 | [ * 2 ]  |
| 1997         | Törőcsik Mari        | Hofi Géza           | Polgár László       | n.a.                 | [ * 2 ]  |
| 1997         | N/A                  | Sinkovits Imre      | N/A                 | n.a.                 | [ * 2 ]  |
| 1998         | Komlós Juci          | Agárdy Gábor        | Ilosfalvy Róbert    | n.a.                 | [ * 3 ]  |
| 1998         | Máthé Erzsi          | Zenthe Ferenc       | Rost Andrea         | n.a.                 | [ * 3 ]  |
| 1998         | Oszvald Marika       | N/A                 | N/A                 | n.a.                 | [ * 3 ]  |
| 1998         | Galambos Erzsi       | N/A                 | N/A                 | n.a.                 | [ * 3 ]  |
| 1999         | Csomós Mari          | Garas Dezső         | Kováts Kolos        | Orosz Adél           | [ * 4 ]  |
| 1999         | Molnár Piroska       | Huszti Péter        | Marton Éva          | Seregi László        | [ * 4 ]  |
| 2000-es évek |                      |                     |                     |                      |          |
| 2000 – 2002  | Nem osztottak díjat  | Nem osztottak díjat | Nem osztottak díjat | Nem osztottak díjat  |          |
| 2003         | Halász Judit         | Avar István         | Hamari Júlia        | Havas Ferenc         | [ * 5 ]  |
| 2003         | Lehoczky Zsuzsa      | Kern András         | Molnár András       | Szakály György       | [ * 5 ]  |
| 2004         | Béres Ilona          | Bárdy György        | Miller Lajos        | Dózsa Imre           | [ * 6 ]  |
| 2004         | Moór Marianna        | Bodrogi Gyula       | Sass Sylvia         | Keveházi Gábor       | [ * 6 ]  |
| 2005         | Básti Juli           | Lukács Sándor       | Moldován Stefánia   | Kun Zsuzsa           | [ * 7 ]  |
| 2005         | Udvaros Dorottya     | Tordy Géza          | Sólyom-Nagy Sándor  | Markó Iván           | [ * 7 ]  |
| 2006         | Hámori Ildikó        | Gálvölgyi János     | Fokanov Anatolij    | ifj. Harangozó Gyula | [ * 8 ]  |
| 2006         | Margitai Ági         | Kulka János         | Kalmár Magda        | Pongor Ildikó        | [ * 8 ]  |
| 2007         | Berek Kati           | Hegedűs D. Géza     | Ágai Karola         | Hágai Katalin        | [ * 9 ]  |
| 2007         | Vári Éva             | Jordán Tamás        | Komlóssy Erzsébet   | Kiss János           | [ * 9 ]  |
| 2008         | Csákányi Eszter      | Bálint András       | Berkes János        | Román Sándor         | [ * 10 ] |
| 2008         | Venczel Vera         | Harkányi Endre      | Misura Zsuzsa       | Volf Katalin         | [ * 10 ] |
| 2009         | Bánsági Ildikó       | Eperjes Károly      | Mészöly Katalin     | Lőcsei Jenő          | [ * 11 ] |
| 2009         | Pécsi Ildikó         | Koncz Gábor         | Tréfás György       | Pártay Lilla         | [ * 11 ] |
| 2010-es évek |                      |                     |                     |                      |          |
| 2010         | Lorán Lenke          | Gálffi László       | Berczelly István    | Novák Ferenc         | [ * 12 ] |
| 2010         | Pogány Judit         | Szilágyi Tibor      | László Margit       | Uhrik Dóra           | [ * 12 ] |
| 2011 – 2012  | Nem osztottak díjat  | Nem osztottak díjat | Nem osztottak díjat | Nem osztottak díjat  |          |
| 2013         | Eszenyi Enikő        | Mácsai Pál          | Lukács Gyöngyi      | Bajári Levente       | [ * 13 ] |
| 2013         | Kútvölgyi Erzsébet   | Sinkó László        | Ötvös Csaba         | Popova Aleszja       | [ * 13 ] |
| 2014         | Nem osztottak díjat  | Nem osztottak díjat | Nem osztottak díjat | Nem osztottak díjat  |          |
| 2015         | Börcsök Enikő        | Balázsovits Lajos   | Kertesi Ingrid      | Metzger Márta        | [ * 14 ] |
| 2015         | Pap Vera             | Fodor Tamás         | Kálmándi Mihály     | Juronics Tamás       | [ * 14 ] |
| 2016 – 2019  | Nem osztottak díjat  | Nem osztottak díjat | Nem osztottak díjat | Nem osztottak díjat  |          |
| 2020-as évek |                      |                     |                     |                      |          |
| 2020         | Esztergályos Cecília | Benedek Miklós      | Csavlek Etelka      | Medveczky Ilona      | [ * 15 ] |
| 2020         | Hernádi Judit        | Koltai Róbert       | Miklósa Erika       | Oláh Zoltán          | [ * 15 ] |
| 2021         | Lázár Kati           | Rudolf Péter        | Bede-Fazekas Csaba  | Bodor Johanna        | [ * 16 ] |
| 2021         | Tiboldi Mária        | Szacsvay László     | Zempléni Mária      | Zsuráfszky Zoltán    | [ * 16 ] |
| 2022         | Pásztor Erzsi        | Alföldi Róbert      | Kolonits Klára      | Bozsik Yvette        | [ * 17 ] |
| 2022         | Vándor Éva           | Dunai Tamás         | Wiedemann Bernadett | Mihályi Gábor        | [ * 17 ] |
| 2023         | Piros Ildikó         | Kovács István       | Komlósi Ildikó      | Frenák Pál           | [ * 18 ] |
| 2023         | Zsurzs Kati          | Mucsi Zoltán        | Ötvös Csilla        | Ladányi Andrea       | [ * 18 ] |
| 2024         | Für Anikó            | Csuja Imre          | Gulyás Dénes        | Csarnóy Katalin      | [ * 19 ] |
| 2024         | Szirtes Ági          | László Zsolt        | Pitti Katalin       | Lőrinc Katalin       | [ * 19 ] |
| 2025         | Kováts Adél          | Reviczky Gábor      | Sümegi Eszter       | Barta Dóra           | [ 12 ]   |
| 2025         | Kiss Mari            | Hirtling István     | Bátori Éva          | Balázsi Gergő Ármin  | [ 12 ]   |

## Portréfilmek
A megválasztott örökös tagokról 1996-tól 2010-ig a Magyar Televízió Stúdió kulturális hetilap szerkesztősége portréfilmet készített.
1. Benkő Gyula (riporter: Szegvári Katalin, rendező: Molnár György, adás: MTV1, 1996.07.28. 22:20)
2. Tábori Nóra (riporter és rendező: Mácsai Pál, adás: MTV1, 1996.09.15. 22:20)
3. Tokody Ilona (riporter: Vitray Tamás, rendező: Fehér György, adás: MTV1, 1996.10.20. 22:35)
4. Psota Irén (riporter: Kristóf Gábor, rendező: Szirtes Tamás, adás: MTV1, 1996.11.24. 22:40)
5. Melis György (riporter: Szegvári Katalin, rendező: Veszprémi András, adás: MTV1, 1996.12.29. 22:25)
6. Kállai Ferenc (riporter: Érdi Sándor, adás: MTV1, 1997.01.27. 21:35)
7. Tolnay Klári (riporter: Vágó István, rendező: El Eini Szonja, adás: MTV1, 1997.02.24. 21:50)
8. Gábor Miklós (riporter és rendező: Felvidéki Judit, adás: MTV1, 1997.03.12. 21:50)
9. Darvas Iván (riporter: Szegvári Katalin, rendező: El Eini Szonja, adás: MTV1, 1997.09.09. 20:55)
10. Törőcsik Mari (riporter: - rendező: Maár Gyula, adás: MTV1, 1997.10.13. 20:00)
11. Gregor József (riporter: Szegári Katalin, rendező: Horváth Ádám, adás: MTV1, 1997.11.16. 22:50)
12. Haumann Péter (adás: MTV1, 1998.02.26. 21:00)
13. Almási Éva (riporter: Molnár Gál Péter, rendező: Szabó Szilárd, adás: MTV1, 1998.03.12. 21:00)
14. Kincses Veronika (adás: MTV1, 1998.05.18. 21:15)
15. Lukács Margit (riporter: Érdi Sándor, adás: MTV1, 1998.06.15. 21:00)
16. Polgár László (riporter: Szabó István, rendező: Petrovics Eszter, adás: MTV1, 1998.07.13. 21:10)
17. Bessenyei Ferenc (riporter: Molnár Gál Péter rendezte: Erdőss Pál, adás: MTV1, 1998.08.10. 21:00)
18. Sinkovits Imre (riporter: Érdi Sándor, adás: MTV1, 1998.09.28. 21:00)
19. Komlós Juci (riporter: Érdi Sándor, rendező: Erdőss Pál, adás: MTV1, 1998.11.02. 21:00)
20. Galambos Erzsi (riporter: Érdi Sándor, rendező: Petrovics Eszter, adás: MTV2 1999.02.24. 21:00)
21. Rost Andrea (adás: MTV1, 1999.05.06. 21:00)
22. Máthé Erzsi (riporter: Szegári Katalin, rendező: Erdőss Pál, adás: MTV1, 1999.07.01. 21:00)
23. Agárdy Gábor (riporter: Érdi Sándor, rendező: Erdőss Pál, adás: MTV1, 1999.07.22. 21:00)
24. Ilosfalvy Róbert, adás: MTV1, 1999.09.12. 23:10)
25. Molnár Piroska (riporter: Szegvári Katalin, adás: MTV1, 1999.10.21. 21:00)
26. Garas Dezső (adás: MTV1, 2000.01.09. 22:55)
27. Zenthe Ferenc (adás: MTV1, 2000.04.24. 22:15)
28. Oszvald Marika (adás: MTV1, 2000.07.12. 20:30)
29. Lehoczky Zsuzsa (riporter: Szegvári Katalin, adás: MTV1, 2003.11.18. 21:05)
30. Halász Judit (riporter: Érdi Sándor, adás: MTV1, 2003.12.16. 21:05)
31. Szakály György (adás: MTV1, 2004.01.13 21:05)
32. Kern András (riporter: Krizsó Szilvia, adás: MTV1, 2004.02.10 21:05)
33. Havas Ferenc (adás: MTV1, 2004.03.09 21:05)
34. Molnár András (adás: MTV1, 2004.04.12 22:45)
35. Avar István (adás: MTV1, 2004.05.24 21:05)
36. Bodrogi Gyula (adás: MTV1, 2004.10.12 21:15)
37. Moór Mariann (adás: MTV1, 2004.11.01 22:10)
38. Miller Lajos (adás: MTV1, 2004.12.12 15:25)
39. Sass Sylvia (adás: MTV1, 2004.12.26 15:45)
40. Bárdy György (adás: MTV1, 2005.01.11 21:05)
41. Keveházi Gábor (adás: MTV1, 2005.02.27 15:50)
42. Béres Ilona (adás: MTV1, 2005.03.13 15:30)
43. Dózsa Imre (adás: MTV1, 2005.05.15 15:50)
44. Markó Iván (adás: MTV1, 2005.12.10 18:05)
45. Moldován Stefánia (riporter: Siklós Erik, adás: MTV1, 2006.01.07 18:05)
46. Sólyom-Nagy Sándor (riporter: Schrancz Edit, adás: MTV1, 2006.03.12 11:05)
47. Tordy Géza (riporter: Sugár Ágnes, adás: MTV2 2006.04.11 14:35)
48. Básti Juli (riporter: Schrancz Edit, adás: MTV1, 2006.04.29 18:10)
49. Lukács Sándor (riporter: Krizsó Szilvia, adás: MTV2 2006.05.02 14:30)
50. Udvaros Dorottya (riporter: Juszt László, adás: MTV1, 2006.05.20 18:05)
51. Kun Zsuzsa (riporter: Sugár Ágnes, adás: MTV1, 2006.06.05 16:20)
52. Gálvölgyi János (riporter: Sugár Ágnes, adás: MTV1, 2006.12.25 21:55)
53. Margitai Ági (riporter: Juszt László, adás: MTV1, 2007.01.27 17:05)
54. ifj. Harangozó Gyula (riporter: Schrancz Edit, adás: MTV1, 2007.03.15 14:10)
55. Kalmár Magda (riporter: Juszt László, adás: MTV1, 2007.03.24 9:40)
56. Kulka János (riporter: Sugár Ágnes, adás: MTV1, 2007.04.09 17:05)
57. Hámori Ildikó (riporter: Siklós Erik, adás: MTV1, 2007.05.28 18:00)
58. Fokanov Anatolij (riporter: Sugár Ágnes, adás: MTV1, 2007.07.15 17:05)
59. Pongor Ildikó (riporter: Schrancz Edit, adás: MTV1, 2007.08.12 17:05)
60. Jordán Tamás (riporter: Sugár Ágnes, adás: MTV1, 2007.10:22 18:30)
61. Kiss János (riporter: Sugár Ágnes, adás: MTV1, 2007.12.01 16:45)
62. Hegedűs D. Géza (riporter: Krizsó Szilva, adás: MTV1, 2007.12.25 16:50)
63. Komlóssy Erzsébet (riporter: Siklós Erik, adás: MTV1, 2008.03.22 17:05)
64. Vári Éva (riporter: Sugár Ágnes, adás: MTV1, 2008.04.06. 16:35)
65. Berek Kati (riporter: Juszt László, adás: MTV1, 2008.04.27 16:30)
66. Hágai Katalin (riporter: Schrancz Edit, adás: MTV1, 2008.05.04 17:35)
67. Ágai Karola (riporter: Schrancz Edit, adás: MTV1, 2008.06.01 16:30)
68. Venczel Vera (riporter: Sugár Ágnes, adás: MTV1, 2009.12.24. 17:30)
69. Bálint András (riporter: Krizsó Szilvia, adás: MTV1, 2008.12.26. 17:20)
70. Volf Katalin (riporter: Siklós Erik, adás: MTV1, 2009.03.07. 17:05)
71. Román Sándor (riporter: Sugár Ágnes, adás: MTV1, 2009.03.15. 17:30)
72. Berkes János (riporter: Schrancz Edit, adás: MTV1, 2009.04.13. 17:10)
73. Harkányi Endre (riporter: Juszt László, adás: MTV1, 2009.05.01. 15:20)
74. Misura Zsuzsa (riporter: Schrancz Edit, adás: MTV1, 2009.06.01. 16:05)
75. Csákányi Eszter (riporter: Sugár Ágnes, adás: MTV1, 2009.10.18. 16:30)
76. Eperjes Károly (riporter: Sugár Ágnes, adás: MTV1, 2009.12.25. 16:30)
77. Pártay Lilla (riporter: Schrancz Edit, adás: MTV1, 2009.12.31. 15:00)
78. Koncz Gábor (riporter: Krizsó Szilvia, adás: MTV1, 2010.03.15. 16:55)
79. Pécsi Ildikó (riporter: Schrancz Edit, adás: MTV1, 2010.05.22. 17:55)
80. Lőcsei Jenő (riporter: Sugár Ágnes, adás: MTV1, 2010.08.21. 1:20)
81. Bánsági Ildikó (riporter: Sugár Ágnes, adás: MTV1, 2011.03.04. 0:10)
82. Tréfás György (riporter: Sugár Ágnes, adás: MTV1, 2011.03.18. 0:10)
83. Mészöly Katalin (riporter: Juszt László, adás: MTV1, 2011.04.01. 0:15)
84. Novák Ferenc (riporter: Krizsó Szilvia, adás: MTV1, 2011.04.15. 0:10)
85. Uhrik Dóra (riporter: Kulka János, adás: MTV1, 2011.04.29. 0:10)
86. Lorán Lenke (riporter: Schrancz Edit, adás: MTV1, 2011.05.13. 23:55)
87. Pogány Judit (riporter: Sugár Ágnes, adás: MTV1, 2011.05.27. 0:20)
88. Szilágyi Tibor (riporter: Sugár Ágnes, adás: MTV1, 2011.06.10. 23:50)
89. Berczelly István (adás: MTV1, 2011.06.24. 0:30)
90. Gálffi László (riporter: Krizsó Szilvia, adás: MTV1, 2011.07.09. 0:45)
91. László Margit (riporter: Sugár Ágnes, adás: MTV1, 2011.07. 22 23:55)